# Peltodytes festivus
Peltodytes festivus är en skalbaggsart som först beskrevs av Wehncke 1876.  Peltodytes festivus ingår i släktet Peltodytes och familjen vattentrampare. Inga underarter finns listade i Catalogue of Life.